# Gambrus aphrodite
Gambrus aphrodite är en stekelart som först beskrevs av Heinrich 1949.  Gambrus aphrodite ingår i släktet Gambrus och familjen brokparasitsteklar. Inga underarter finns listade i Catalogue of Life.